# سكوت ماكلويد
سكوت ماكلويد (بالإنجليزية: Scott MacLeod)‏ هو لاعب اتحاد الرغبي بريطاني، ولد في 3 مارس 1979 في هاويك ‏ في المملكة المتحدة.

## وصلات خارجية
- سكوت ماكلويد عل موقع إسبنسكروم (الإنجليزية)
- سكوت ماكلويد على موقع ItsRugby.co.uk (الإنجليزية)